# Бромноватая кислота
Бромноватая кислота — неорганическое соединение, одноосновная кислота с формулой HBrO3, в свободном состоянии не выделена, существует в растворе — бесцветная (или слегка желтоватая) жидкость с максимальной концентрацией до 50%, сильная кислота.

## Получение
- Окисление брома хлором в горячей воде:

{\displaystyle {\mathsf {Br_{2}+5Cl_{2}+6H_{2}O\ {\xrightarrow {90^{o}C}}\ 2HBrO_{3}+10HCl}}}
- Растворение брома в растворе бромата серебра:

{\displaystyle {\mathsf {3Br_{2}+5AgBrO_{3}+3H_{2}O\ {\xrightarrow {}}\ 6HBrO_{3}+5AgBr\downarrow }}}
- Гидролиз пентафторида брома:

{\displaystyle {\mathsf {BrF_{5}+3H_{2}O\ {\xrightarrow {}}\ HBrO_{3}+5HF}}}
- Обменными реакциями:

{\displaystyle {\mathsf {Ba(BrO_{3})_{2}+H_{2}SO_{4}\ {\xrightarrow {}}\ HBrO_{3}+BaSO_{4}\downarrow }}}

## Физические свойства
Бромноватая кислота в свободном состоянии не выделена, существует в растворе — бесцветная (или слегка желтоватая) жидкость с максимальной концентрацией до 50%.
Является сильной кислотой p K1 = -2.

## Химические свойства
- Разлагается при нагревании:

{\displaystyle {\mathsf {4HBrO_{3}\ \xrightarrow {100^{o}C} \ 2Br_{2}\uparrow +5O_{2}\uparrow +2H_{2}O}}}
- С щелочами образует соли броматы:

{\displaystyle {\mathsf {HBrO_{3}+NaOH\ {\xrightarrow {}}\ NaBrO_{3}+H_{2}O}}}
- Является сильным окислителем:

{\displaystyle {\mathsf {HBrO_{3}+5HBr\ {\xrightarrow {}}\ 3Br_{2}+3H_{2}O}}}